# Dunkirk
Dunkirk (fra. Dunkerque) je grad u sjevernoj Francuskoj u regiji Nord-Pas-de-Calais i departmanu Nord. Nalazi se na obali Sjevernog mora, 10 kilometara od belgijske granice.
Dunkirk pripada povijesnoj regiji Flandrija. Do sredine 20. stoljeća u gradu se više govorio flamanski dijalekt, dok danas dominira francuski jezik.
Američka mornarica je 1. siječanj 1918. osnovala je pomorsku zrakoplovnu bazu za upravljanje hidroavionima. Baza je zatvorena ubrzo nakon primirja 11. studenog 1918. godine.